# Guerra civil romana de 350-353
La Guerra civil romana de 350-353 fue un conflicto entre el emperador Constancio II y el usurpador Magnencio, y que finalizó con la muerte del segundo. Fue una guerra muy sangrienta e incluye la terrible batalla de Mursa Major, significando un desgaste tremendo para el imperio y permitiendo una serie de invasiones (francos, alamanes y sajones) que sólo Juliano el Apóstata pudo contener.

## Antecedentes
En 350 el Imperio romano estaba dividido en dos partes: el Oriente, gobernado por el Augusto Flavio Julio Constancio (Constancio II), hijo de Constantino el Grande y Fausta, con su joven primo Flavio Claudio Constancio Galo como César; y en Occidente reinaba su hermano menor, Flavio Julio Constante. La situación era tranquila y las invasiones bárbaras habían sido contenidas por el Magister Equitum de la Galia, Flavio Magno Magnencio, pero éste era un hombre ambicioso y el emperador occidental era débil y fácilmente manipulable. Contando con el apoyo de las legiones gálicas, hispánicas e itálicas, Magnencio se proclamó en Augustodunum, marchó sobre la península itálica, tomando Ravenna y Mediolanum. Constante logró reunir algunas legiones de África pero fue vencido, capturado y ejecutado el 18 de enero. 
Inicialmente Constancio pareció aceptar el hecho consumado, pero pronto apoyo a otro usurpador, Vetranio, que se proclamó césar en Iliria el 1 de marzo para distraer a Magnencio mientras concentraba un gran ejército para acabar con el asesino de su hermano. Constancio se distrajo negociando una paz con el Imperio sasánida, a la vez que un intento del usurpador de pactar una alianza matrimonial con Magnencio e impedir la guerra fue rechazado por el emperador oriental. Finalmente, el 25 de diciembre Constancio obligaba a Vetranio a abdicar y le permite retirarse a la vida privada.

## Conflicto
La guerra empieza en 350, cuando Magnencio se adelanta a su rival y asedia Sirmio y Siscia, tomando la segunda tras un mes. Poco después Pannonia estaba en sus manos. Constancio responde enviando 10.000 soldados por Dalmacia, que intentan invadir Italia pero son vencidos por el usurpador con 36.000 combatientes en los Alpes julianos. Tras esta derrota, el emperador pacta con los alamanes ofreciéndoles la Galia. Estos invaden el valle del Ródano y toman Colonia Claudia, obligando a Severo (segundo del usurpador) a distraer a 10.000 hombres en detenerlos. A comienzos del invierno Magnencio se hace con Sirmio, invade Macedonia con 6.000 soldados y practica una táctica de tierra quemada. Constancio inicia su ofensiva de todas formas y toma Filippopoli y Nicopoi en noviembre. Los 6.000 hombres de Magnencio son vencidos mientras se retiran, permitiendo al emperador hacerse con Sirmio. 
Londinium es ocupada por una legión leal a Constancio, pero fue atacada y obligada a retirarse. En Hispania los Magister Equitum Albino y Barbatio empezaron a reunir fuerzas pero fueron atacados por sorpresa por un contingente de caballería gala y dispersados. En Cartago estallan combates en las calles entre los partidarios de ambos, obligando a Constancio a enviar 6.000 tropas de Egipto pero deben retirarse ante los ataques de los berberiscos y una derrota cerca de Cartago. 
Al año siguiente, Constancio envía 20.000 hombres a Italia para cortar la retirada de su rival, pero Magnencio reacciona y los destruye en los Alpes julianos. Mientras Severo vence a los alamanes en Moguntiacum y les expulsa de la Galia. Constancio decide mandar 5.000 soldados a Epiro, amenazando con invadir el sur de Italia y esperando así obligar a Magnencio a dividir su ejército. Pero el usurpador tenía apenas 36.000 soldados y decidió arriesgarse a librar un enfrentamiento decisivo. Ambos ejércitos acaban presentando combate en Mursa  el 28 de septiembre. El ala izquierda de Constancio (20.000 catafractas asiáticos y arqueros) atacó a los legionarios y auxiliares germánicos enemigos, siendo rechazados tras perder la mitad de sus fuerzas. El ala derecha del emperador también había atacado pero había sido rechazada por la caballería gala rival, que empezó a masacrar a los arqueros de su sector. Fue entonces que los catafractas de esa ala atacaron y acabaron con los galos, pasando a atacar a la infantería de Magnencio en el centro, esta se vio abrumada y empezó a retirarse bajo constante acoso de la caballería. El usurpador abandono a sus hombres mientras su exitosa ala derecha continuaba aguantando toda la noche hasta ser completamente aniquilada en la mañana siguiente. Constancio reportó que la mitad de sus 60.000 hombres murieron, Magnencio perdió dos tercios de sus soldados. 
El usurpador quiso refugiarse en Italia, pero su rival atacó la península durante el invierno por los Alpes julianos. Cerca de Mediolanum derrotaba con 12.000 soldados a los 7.000 soldados de Magnencio que quedaban en Italia. Poco después ocupaba Ticinum. En Liguria se produjeron algunos enfrentamientos de caballería. A finales de año, el norte italiano estaba en manos del emperador. Entre tanto, Magnencio se había refugiado en la Galia, donde venció una nueva incursión de los alamanes en Lugdunum gracias a la caballería de su general Claudio Silvano. 
En África, los leales a Constancio intentan otra ofensiva pero son nuevamente rechazados. Por su lado, en Hispania sus partidarios se habían refugiado en la Bética, donde rechazaron las ofensivas de los leales a Magnencio aunque Albino murió en combate. 
El año 352 comenzó con una gran ofensiva de Magnencio para reconquistar las tierras ocupadas por los alamanes, asediándolos en Durocortōrum, pero su mejor oficial, Severo, con su caballería se pasaron al bando de Constancio. Fue vencido ahí y Tres Tabernae Cesaris fue saqueada y poco después los bárbaros atacaban Armórica. Constancio estaba en Etruria cuando llegó Severo con su caballería para jurarle lealtad. Tras esto  descendió sobre Roma para iniciar una serie de purgas contra los partidarios del usurpador, unos 2.000 nobles fueron asesinados, especialmente en la Toscana. En la Campania se venció una pequeña guerrilla gracias a Severo. Avanzó sobre Neápolis y todo el sur de Italia con poca resistencia. Entre tanto, los alamanes ayudados por los francos vencían en varios combates a Magnencio, que estableció su campamento en Lugdunum. 
Después de Mursa Major, Constancio envía tres legiones a África, donde rápidamente conquistan Cartago. Después entran en Numidia y Mauritania, debiendo enfrentar las incursiones de los bereberes. Pasan a la Bética donde ayudan a las tropas leales que aún resisten, consiguiendo una gran victoria en Hispalis pero se encuentran con una dura guerra de guerrillas y a finales de año sufren una dura derrota en Ilerda.
El último año de la guerra, 353, empezó con Magnencio atrapado entre los orientales y los alamanes. Había conseguido recuperar Tres Tabernae pero le llegaron noticias que el emperador había cruzado los Alpes. El usurpador marchó rápidamente al valle del Ródano y emboscó a la vanguardia enemiga, matando a 5.000 catafractas. Tras esta derrota, Constancio envió 10.000 soldados sobre Lugdunum, obligando a su rival a salir a perseguirlos mientras el emperador atacaba a sus aliados, los chamavi, dando muerte a 3.000 de ellos y haciéndose con Massilia. Después de esta victoria el oriental marchó sobre Lugdunum. Magnencio decidió acampar en Mons Seleucus y ahí esperar a su enemigo. La caballería del emperador rompió el centro enemigo y su infantería acabó con las alas. Magnencio huyó a Lugdunum, donde fue asesinado el 11 de agosto por Silvano. La guerra civil había acabado. 
La guerra en Hispania acaba con la conquista de Cartago Nova. Los astures, partidarios de Magnencio, se rinden tras saber de su muerte. Finalmente, Britania es ocupada sin luchar por Constancio.

## Consecuencias
La guerra debilitó mucho al imperio, diezmando sus ejércitos, especialmente en la Galia, donde muchos puntos fuertes fueron tomados por los bárbaros. Aunque Juliano consiguió recuperar la situación, todo colapsó tras la batalla de Adrianópolis.

### Clásicos
- Amiano Marcelino. Res Gestae. Libro XXXI.
- Flavio Claudio Juliano. Panegírico a Constancio.

### Modernos
- Kohn, George Childs, editor (2006). Dictionary of Wars. Infobase Publishing, pp. 399. ISBN 9781438129167.

- Datos: Q3778588